# بروس هوغو
بروس هوغو (بالإنجليزية: Bruce Hugo)‏ هو سياسي أمريكي، ولد في 11 سبتمبر 1945 في بورتلاند في الولايات المتحدة، وتوفي في 4 يناير 2017 في سانت هيلين في الولايات المتحدة. حزبياً، نشط في الحزب الديمقراطي. وقد انتخب عضو مجلس نواب أوريغون.